# إيكوثيوفات
الإيكوثيوفات Echothiophate هو دواء ينتمي لمجموعة مثبطات أنزيم الأستيل كولين إستراز. وهو مثبط غير عكوس لذلك الأنزيم. 
ويشتهر باسم Phospholine Iodide

## الاستخدامات
يستخدم هذا الدواء كخافض لضغط العين في علاج الغلوكوما كما أنه يستخدم في بعض الأحيان في علاج الحول الإنسي.

## الشكل الجرعي
محلول عيني بتركيز 0.125%. 

## آلية التأثير
ترتبط مجموعة الفوسفات الخاصة بالدواء مع مجموعة السيرين في الجزء الفعال من أنزيم مثبط الأستيل كولين إستراز برابطة تساهمية، ما يجعل الأنزيم معطلًا غير قادرٍ على القيام بوظيفته على نحوٍ دائم.

## انقطاع الدواء
توقفت شركة Wyeth الصيدلانية عن تصنيع الدواء في الولايات المتحدة الأمريكية عام 2003. مما دعى الأكاديمية الأمريكية لطب العيون أن تتواصل مع الشركة المصنعة بهدف تصنيعه مجددًا. 